# Засбах (Ортенау)
Засбах (нім. Sasbach) — громада в Німеччині, знаходиться в землі Баден-Вюртемберг. Підпорядковується адміністративному округу Фрайбург. Входить до складу району Ортенау.
Площа — 16,74 км2. Населення становить 5255 ос. (станом на 31 грудня 2020).